# László Lajos
László Lajos (Szekszárd, 1925. szeptember 15. – Pécs, 2009. augusztus 1.) magyar író, újságíró, szociográfus.

## Élete
Szekszárdon a Garai János Gimnáziumban érettségizett. Ezt követően a Pécsi Pedagógiai Főiskolán szerzett diplomát 1957-ben, majd Budapesten az Eötvös Loránd Tudományegyetem Bölcsészettudományi Karán doktorált 1961-ben .Ezzel párhuzamosan a Pécsi Állam-és Jogtudományi Karon is végzett tanulmányokat. Első munkahelye a Magyar Rádió Irodalmi Osztálya volt, ahol lektorként dolgozott 1953-tól. Ezt követően a Magyar Rádió pécsi stúdiójának szerkesztője, majd főszerkesztője lett. 1954-ben házasodott meg, két lánya és három unokája született.

## Munkássága
Számtalan irodalmi műsor, pl. "Életünk tükre, Hazulról haza, Családi szőttes, Nemzetiségi magazin, Kapocs" több száz hangjáték, drámák,televízió-,rádiójátékok,irodalmi riportok és 25 könyv fűződik a nevéhez .Az" Uránbányászok "c.műve az első feltáró irodalmi riportkötet az uránbánya rejtett titkairól, az uránbányászok életéről ,küzdelmeiről . Magyarországon elsőként ő jelenítette meg irodalmi eszközökkel a németség infernóját Halálpolka című irodalmi riportkönyvében, amely 1990-ben jelent meg.

## Könyvei
- Sorsunk. A pécsi Janus Pannonius Irodalmi Társaság folyóirata; Városi Tanács Művelődési Osztálya, Pécs, 1966
- A busók földjén; Mezőgazdasági, Bp., 1969
- Uránbányászok; Gondolat, Bp., 1974
- Esték a klubban. Riportok; s.n., Bp., 1975 (Kozmosz könyvek)
- Föld felett, föld alatt. Riportok; Jelenkor, Pécs, 1976
- Infarktus; Táncsics, Bp., 1978
- A hatodik nap; Baranya megyei Tanács V. B. Művelődésügyi Osztálya, Pécs, 1978
- Judit; Kozmosz Könyvek, Bp., 1978
- Kanyarkulcs; Kozmosz Könyvek, Bp., 1979
- Rétisasok; Táncsics, Bp., 1980
- Jégszikrák. A hazai nemzetiségek életéből; Népszava, Bp., 1984
- Jákob kútja; Népszava, Bp., 1986
- Szívhalál(ok); Népszava, Bp., 1987
- Tigrismosoly; Babits, Szekszárd, 1990
- Halálpolka; Babits, Szekszárd, 1990
- Im Bergwerk spielt niemand Balalaika (Halálpolka); németre ford. Sántha Rozália; Hartmann, Sersheim, 1992
- Könyörgés a HONTALANOK-ért; Babits, Szekszárd, 1993
- Isten veletek, uránbányászok!; Babits, Szekszárd, 1995
- Ich komme aus dem Todeslager (Könyörgés a HONTALANOK-ért); Hartmann, Sersheim, 1997
- "Und führe uns nicht in Versuchung..." (Tigrismosoly); németre ford. Vágyi Vata; Babits, Szekszárd, 1998
- Dismas alászáll a poklokra. Regény; Babits, Szekszárd, 2000 (Korjellemző magyar próza)
- Helló, kisfiú. Válogatott írások, 1974-2000; Babits, Szekszárd, 2002
- Perelj perlőimmel; Babits, Szekszárd, 2003
- Lézer lidércek; Babits, Szekszárd, 2006
- Szívhalálok; Babits, Szekszárd, 2009 (Életmű sorozat)